# Buguruszlani járás
A Buguruszlani járás (oroszul Бугурусла́нский райо́н) Oroszország egyik járása az Orenburgi területen. Székhelye Buguruszlan.

## Népesség
- 1989-ben 23 123 lakosa volt.
- 2002-ben 23 523 lakosa volt.
- 2010-ben 19 680 lakosa volt, melyből 11 946 orosz, 5 187 mordvin, 940 tatár, 359 csuvas, 299 ukrán, 243 kazah, 218 örmény, 122 azeri.